# لويس الثاني، دوق بوربون
لويس الثاني، دوق بوربون (بالفرنسية: Louis II de Bourbon)‏ (4 فبراير 1337 - 10 أغسطس 1410)؛ لُفب بـ الطيب هو ابن بيير الأول دوق بوربون وإيزابيلا من فالوا شقيقة فيليب السادس ملك فرنسا؛ هو الدوق الثالث لـ بوربون.
قيل إن الدوق لويس كان غير مستقر عقلياً إلى حد ما، مما يتسبب أحيانا إلى انهيار عصبي؛ ويفترض أن هذا المرض وراثي؛ بحيث ظهرت هذه الأعراض على شقيقته الملكة جوان (زوجة الملك شارل الخامس) وابنها شارل السادس بحيث لُقب بـ (المجنون)، وأيضا والده بيير الأول وجده لويس الأول، ورث لويس الدوقية وهو مراهقاً بعد وفاة والده في معركة بواتييه في 1365.
في 19 أغسطس 1371 تزوج من آن من أوفرن، كونتيسة فورز ابنة بيرود الثاني، دوفين أوفرن؛ أنجبت له أربعة أبناء:-
- كاثرين (ولدت.1378؛ توفيت صغيرة).
- جان الأول، دوق بوربون (1434-1381)؛ خلف والده.
- إيزابيل (1381 - بعد.1451).
- لويس (1404-1388)، سير بيوجيو.

في 1390 أطلق لويس الحملة الصليبية ضد الحفصيون بتونس مع الاشتراك جنويين فيها، كان هدفها قمع القراصنة في المهدية، ولكن هذا الحصار لم ينجح،. توفي لويس في مونلوسون في 1410.